# Цзиньпин (район)
Цзиньпи́н (кит. упр. 金平, пиньинь Jīnpíng) — район городского подчинения городского округа Шаньтоу провинции Гуандун (КНР).

## История
Постановлением Госсовета КНР от 29 ноября 1984 года в Шаньтоу была образована специальная экономическая зона. Постановлением Госсовета КНР от 6 апреля 1991 года границы специальной экономической зоны были значительно расширены, и захватили всю городскую зону Шаньтоу. Постановлением Госсовета КНР от 14 сентября 1991 года было произведено переустройство административного деления городской зоны Шаньтоу, в ходе которого были созданы районы Цзиньюань (金园区) и Шэнпин (升平区). Постановлением Госсовета КНР от 29 марта 2003 года районы Цзиньюань и Шэнпин были объединены в район Цзиньпин.

## Административное деление
Район делится на 17 уличных комитетов.